# Костенёво (Орехово-Зуевский район)
Костенёво — деревня в Орехово-Зуевском муниципальном районе Московской области. Входит в состав сельского поселения Ильинское. Население — 41 чел. (2010).

## Расположение
Деревня Костенёво расположена в юго-западной части Орехово-Зуевского района, примерно в 39 км к югу от города Орехово-Зуево. По восточной окраине деревни протекает река Десна. Высота над уровнем моря 128 м.

## История
В 1926 году деревня входила в Барышевский сельсовет Ильинской волости Егорьевского уезда Московской губернии.
До 2006 года Костенёво входило в состав Ильинского сельского округа Орехово-Зуевского района.

## Население
В 1926 году в деревне проживало 263 человека (126 мужчин, 137 женщин), насчитывалось 55 хозяйств, из которых 42 было крестьянских. По переписи 2002 года — 48 человек (19 мужчин, 29 женщин).
| 1926 | 2002 | 2006 | 2010 |
| ---- | ---- | ---- | ---- |
| 263  | ↘48  | ↘46  | ↘41  |